# Meythet
Meythet é uma ex-comuna francesa na região administrativa da Alta Saboia, região de Auvérnia-Ródano-Alpes. Estendeu-se por uma área de 3,24 km². Em 2010 a comuna tinha 8 421 habitantes (densidade: 2 599,1 hab./km²).
Em 1 de janeiro de 2017 foi fundida na comunas de Annecy.